# Etheostoma spectabile
Etheostoma fragi är en fiskart som beskrevs av Distler, 1968. Etheostoma fragi ingår i släktet Etheostoma och familjen abborrfiskar. Inga underarter finns listade i Catalogue of Life.

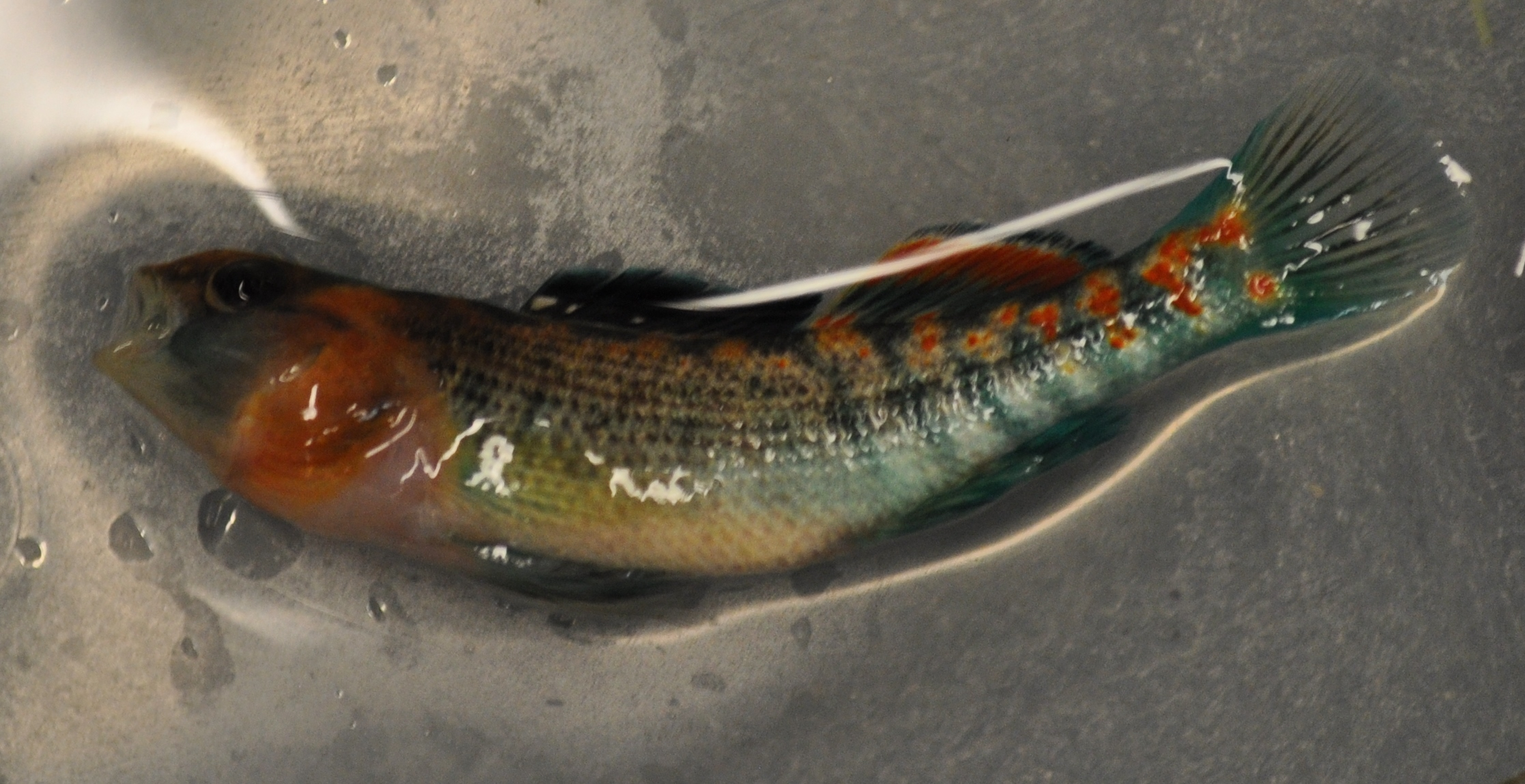

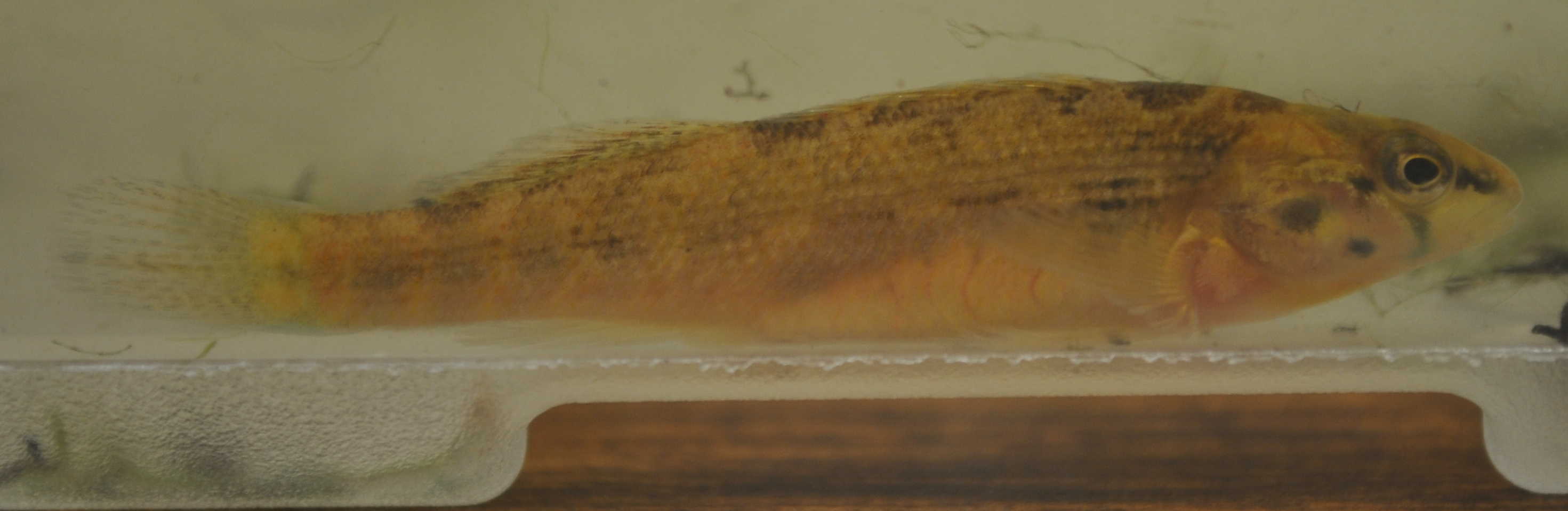